# Roger Saint-Vil
Roger Saint-Vil, soprannominato Ti Roger (Port-au-Prince, 8 dicembre 1947 – New York, 7 giugno 2020), è stato un calciatore haitiano, di ruolo attaccante.

## Biografia
Era il fratello minore di Guy Saint-Vil, anch'egli calciatore. È deceduto a New York nel giugno 2020 dopo alcuni giorni di coma.

## Caratteristiche tecniche
Era un'ala sinistra molto rapida, e pur essendo tecnicamente inferiore al fratello, fu un giocatore di classe e dotato di un sinistro spesso micidiale.

## Carriera

### Club
Iniziò la carriera nel 1963 in forza al RC Haïtien, restandovi sino al 1970. Con il club di Port-au-Prince ha vinto un campionato haitiano e la CONCACAF Champions' Cup 1963, questa grazie all'impossibilità dei messicani del Guadalajara a disputare la finale del torneo.
Dal 1970 al 1977 passa ai rivali del Violette, pur avendo nel 1975 una esperienza negli Stati Uniti d'America con la franchigia della American Soccer League dei Cincinnati Comets, con cui non riesce a superare la fase a gironi del torneo 1975.
Chiuderà la carriera nel 1978 tornando al RC Haïtien.

### Nazionale
Con la nazionale haitiana, nella quale è stato convocato dal 1969 al 1976, ha partecipato al Mondiale 1974. Alla stessa edizione partecipò il fratello maggiore, Guy Saint-Vil, anch'egli attaccante. Con la nazionale caraibica ha vinto il Campionato CONCACAF 1973.

## Statistiche

### Cronologia presenze e reti in Nazionale[5]
| Cronologia completa delle presenze e delle reti in nazionale ― Haiti | Cronologia completa delle presenze e delle reti in nazionale ― Haiti | Cronologia completa delle presenze e delle reti in nazionale ― Haiti | Cronologia completa delle presenze e delle reti in nazionale ― Haiti | Cronologia completa delle presenze e delle reti in nazionale ― Haiti | Cronologia completa delle presenze e delle reti in nazionale ― Haiti | Cronologia completa delle presenze e delle reti in nazionale ― Haiti | Cronologia completa delle presenze e delle reti in nazionale ― Haiti |
| Data                                                                 | Città                                                                | In casa                                                              | Risultato                                                            | Ospiti                                                               | Competizione                                                         | Reti                                                                 | Note                                                                 |
| -------------------------------------------------------------------- | -------------------------------------------------------------------- | -------------------------------------------------------------------- | -------------------------------------------------------------------- | -------------------------------------------------------------------- | -------------------------------------------------------------------- | -------------------------------------------------------------------- | -------------------------------------------------------------------- |
| 4-12-1971                                                            | Port of Spain                                                        | Cuba                                                                 | 0 – 0                                                                | Haiti                                                                | Campionato CONCACAF 1971                                             | -                                                                    |                                                                      |
| 1-12-1973                                                            | Port-au-Prince                                                       | Haiti                                                                | 3 – 0                                                                | Antille Olandesi                                                     | Campionato CONCACAF 1973                                             | -                                                                    |                                                                      |
| 4-12-1973                                                            | Port-au-Prince                                                       | Haiti                                                                | 2 – 1                                                                | Trinidad e Tobago                                                    | Campionato CONCACAF 1973                                             | 1                                                                    |                                                                      |
| 7-12-1973                                                            | Port-au-Prince                                                       | Haiti                                                                | 1 – 0                                                                | Honduras                                                             | Campionato CONCACAF 1973                                             | -                                                                    | 89’                                                                  |
| 13-12-1973                                                           | Port-au-Prince                                                       | Haiti                                                                | 2 – 1                                                                | Guatemala                                                            | Campionato CONCACAF 1973                                             | -                                                                    | 42’                                                                  |
| 18-12-1973                                                           | Port-au-Prince                                                       | Haiti                                                                | 0 – 1                                                                | Messico                                                              | Campionato CONCACAF 1973                                             | -                                                                    |                                                                      |
| 19-6-1974                                                            | Monaco di Baviera                                                    | Polonia                                                              | 7 – 0                                                                | Haiti                                                                | Mondiali 1974                                                        | -                                                                    | 46’                                                                  |
| Totale                                                               |                                                                      | Presenze                                                             | 7                                                                    |                                                                      | Reti                                                                 | 1                                                                    |                                                                      |

## Palmarès

### Competizioni nazionali
- Championnat National D1: 1

RC Haïtien: 1969

### Trofei internazionali
- CONCACAF Champions' Cup: 1

RC Haïtien: 1963

### Nazionale
- Campionato CONCACAF: 1

Haiti 1973